# Virabhadra
Virabhadra também conhecido como Veerabathira, Veerabathiran, Veeraputhiran é uma forma temível do deus hindu Shiva. Ele foi criado pela ira de Shiva e destruiu o Yagna (sacrifício de fogo) de Daksha, depois que a filha de Daksha e a consorte de Shiva, Sati, se auto-imolaram no fogo sacrificial . Ele é descrito como um guerreiro que eventualmente cegou Bhaga , subjugou Indra e quebrou, entre muitos outros incontáveis deuses. Outros deuses fugiram do campo de batalha incapazes de sustentar seu poder.

## Origem
Shiva e Sati se apaixonam e se casam, mas Daksha nunca aprovou que sua filha se casasse com um temido iogue que dançava, cantava e consumia intoxicantes. Para mostrar sua desaprovação, Daksha deu uma grande e convidou a todos exceto Shiva e Sati. Sati ficou sabendo da festa que seu pai estava dando para puni-la e ao lorde Shiva. Irritada, implorou a Shiva para acompanhá-la à festa, apesar dos desejos do pai. Como sábio Senhor da Consciência, Shiva respondeu; “Por que ir, não fomos convidados?” Sati discordou e decidiu ir sozinha.

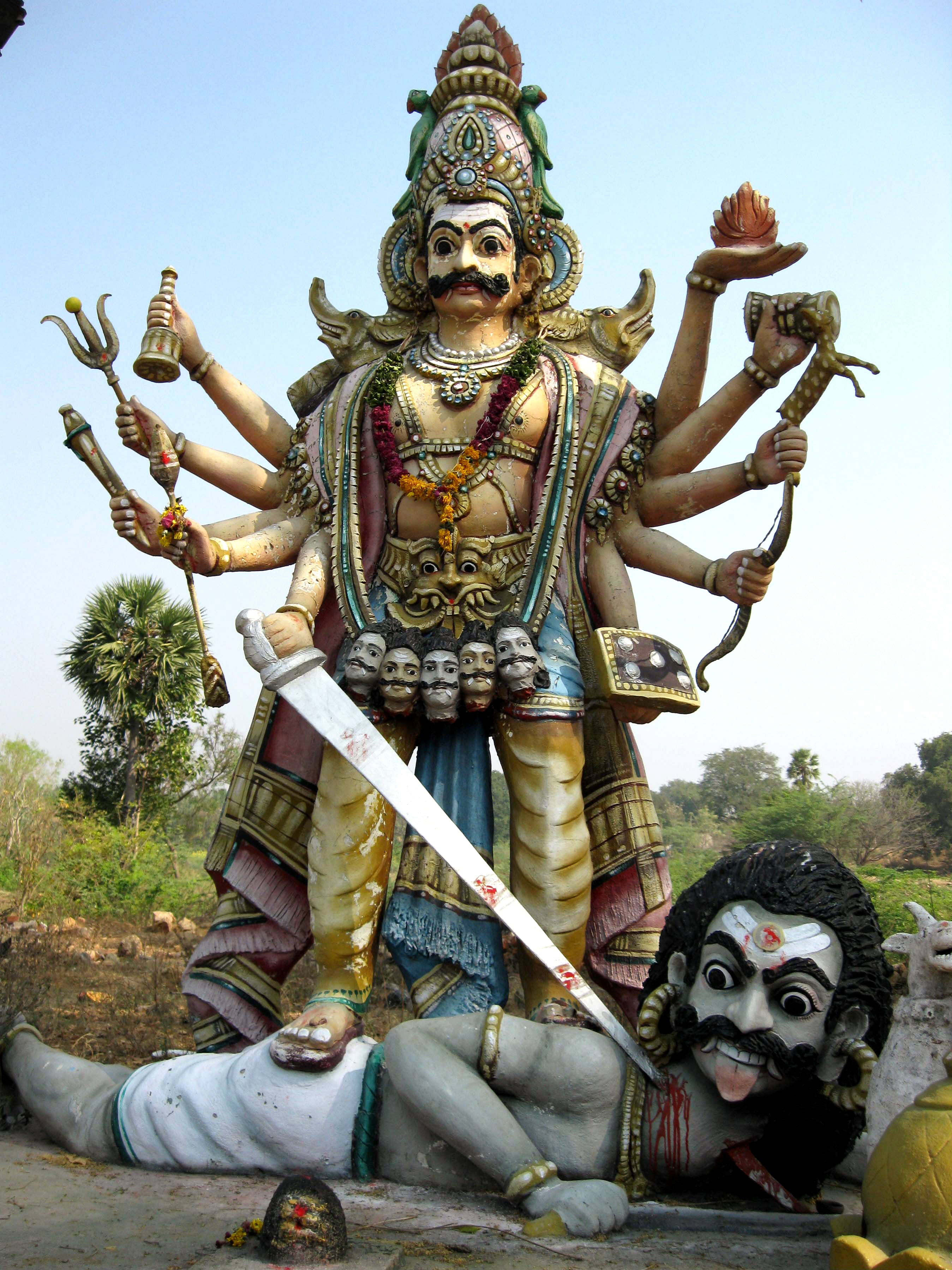
Uma estátua de Veerabhadra no distrito de Dharmapuri, India.

Quando ela chegou a festa seu pai supôs que ela deveria ter recuperado o juízo e deixado seu marido. Sati, no entanto, defendeu Shiva apontando até mesmo sua divindade, sua unicidade com a natureza e sua suprema consciência. Ela percebeu que seu pai nunca entenderia, então ela anunciou “já que você me deu esse corpo, eu não quero mais ser associado a ele!” Determinada, ela se sentou no chão no meio da festa e fechou os olhos. Ela visualizou Shiva e, em seguida, através de Pranayama (técnicas de respiração) e outros exercícios de yoga, ela cultivou seu Agni (fogo interno). Momentos depois, ela pegou fogo, deixando o corpo que seu pai lhe dera. Por causa da devastação e do pesar da morte ardente de Sati, Shiva enfureceu-se arrancando os cabelos, e desse cabelo ele criou o mais feroz guerreiro, que ele chamou de Virabhadra . Vira é a palavra sânscrita que significa "herói" e bhadra significa "amigo". Shiva instruiu Virabhadra para ir à festa e buscar vingança pela morte de Sati. As ações que Virabhadra tomou naquela noite em batalha resultaram nas posturas de asana que conhecemos como Virabradrasana 1, 2 e 3. 
Virabadhrasana 1: Virabhadra entrou na festa quebrando o chão quando se levantou de dentro da terra segurando uma espada em cada mão. 
Virabadhrasana 2: Momentos depois ele avistou Darksha do outro lado da sala. 
Virabadhrasana 3:Por fim, ele astuciosamente se aproxima de Darksha enquanto abate os convidados que se rendem antes que ele finalmente decapite Darksha.
Shiva veio rapidamente para a festa para ver o que Virabhadra tinha realizado. Quando ele chegou, ele estava de coração partido, sua raiva se transformou em tristeza seguida de compaixão. Ele procurou por Daksha, encontrando apenas seu corpo. Cheio de remorso, Shiva encontrou uma cabeça de cabra e colocou-a no corpo sem cabeça de Darksha, trazendo seu sogro de volta à vida. Depois que Darksha acorda, ele reconhece a gentileza e os arcos de Shiva. Shiva se afastou para ficar sozinho e lembrar seu amor Sati.